# Георги Фратев
Георги Фратев Фратев е български актьор и режисьор.

## Биография
Роден е във Варна на 11 юни 1904 г. През 1931 г. завършва частната „Българска драматическа школа“. Като ученик участва в постановки на сцената на Народния театър. Играе в Драматичен театър – Пазарджик, Драматичен театър - Пловдив, Драматичен театър - Русе, Драматичен театър - Плевен, Драматичен театър - Добрич, Софийски областен театър, Драматичен театър - Перник. През 1934 – 1935 г. е директор и режисьор в театър „Комедия“. Почива на 19 април 1996 г. в София.

## Роли
Георги Фратев играе множество роли, по-значимите са:
- Фердинанд – „Коварство и любов“ на Фридрих Шилер
- Лаерт – „Хамлет“ на Уилям Шекспир
- Големанов – „Големанов“ на Ст. Л. Костов
- Желю – „Вампир“ на Антон Страшимиров
- Борислав – „Борислав“ на Иван Вазов
- Иванко – „Иванко“ на Васил Друмев
- Хлестаков – „Ревизор“ на Николай Гогол[1]

## Постановки
- „Под игото“ – Иван Вазов
- „Той не умира“ – Емануил Попдимитров
- „Живият труп“ – Лев Толстой

## Филмография
| Година | Филми и Сериали               | Серии  | Копродукции | Роля                              |
| ------ | ----------------------------- | ------ | ----------- | --------------------------------- |
| 1991   | Бай Ганьо тръгва из Европа    |        |             | бащата на Иречек                  |
| 1991   | Бай Ганьо                     | 4      |             | бащата на Иречек (в 1 серия: III) |
| 1989   | Бащи и синове                 | 5      |             |                                   |
| 1986   | Ешелоните                     |        |             |                                   |
| 1985   | Денят не си личи по заранта   | 6      |             | (в 1 серия: I)                    |
| 1985   | Инспектор без оръжие          |        |             | Масажист                          |
| 1981   | И глухарчетата отново цъфтят  |        |             |                                   |
| 1981   | Капитан Петко войвода         | 12     |             |                                   |
| 1980   | Приключенията на Авакум Захов | 6      |             |                                   |
| 1980   | Боянският майстор             | 2      |             |                                   |
| 1980   | Милост за живите              |        |             |                                   |
| 1978   | Селцето                       | 5      |             | старец                            |
| 1978   | Селцето                       | 2      |             | старец                            |
| 1975   | Баш майсторът на море         |        |             | Младоженец в хотела               |
| 1975   | Сладко и горчиво              |        |             | Антипов, съсед на Роса            |
| 1974   | Неделните мачове              | 2 нов. |             |                                   |
| 1922   | Под старото небе              |        |             |                                   |